# Mountainbike-Challenge
Die Mountainbike-Challenge (früherer Name Ritchey Mountainbike Challenge) ist eine jährlich stattfindende Rennserie von Mountainbike-Marathons mit Wettbewerben in Bayern, Südtirol, Vorarlberg, Tirol und Oberösterreich.

## Wettkampf
Die Marathon-Serie fand erstmals im Jahr 2006 unter dem Namen TREK Mountainbike Challenge Bayern statt. Von 2007 bis 2018 war der Komponentenhersteller Ritchey Design Hauptsponsor der Serie. Sie besteht aus derzeit acht Einzelrennen, die in der Wertung zusammengenommen einen Gesamtsieger ergeben. Dafür werden die vier besten Ergebnisse gewertet. Den Fahrern werden jeweils mehrere Streckenlängen und Schwierigkeiten geboten, die je nach Anspruch unterschiedlich hoch in die Gesamtwertung einfließen. Damit eignet sich die Serie sowohl für Hobbyfahrer und Amateure als auch für Profis. 

## Veranstaltungsorte
Die Serie zieht sich von Mai bis in den September und besteht im Jahr 2025 aus nachfolgenden Marathons.
| Rennen                            | Austragungsort | längste Strecke | längste Strecke | kürzeste Strecke | kürzeste Strecke |
| Rennen                            | Austragungsort | km              | hm              | km               | hm               |
| --------------------------------- | -------------- | --------------- | --------------- | ---------------- | ---------------- |
| Chiemgau King                     | Ruhpolding     | 168             | 4629            | 42               | 460              |
| eldoRADo MTB-Marathon             | Angerberg      | 88              | 2325            | 35               | 450              |
| Franken Bike Marathon             | Trieb          | 100             | 2760            | 20               | 500              |
| MTB-Marathon Pfronten             | Pfronten       | 76              | 2600            | 26               | 940              |
| Salzkammergut Mountainbike Trophy | Bad Goisern    | 210             | 7047            | 22               | 567              |
| M³ Montafon Mountainbike Marathon | Schruns        | 75              | 3100            | 45               | 1550             |
| Ischgl Ironbike                   | Ischgl         | 70              | 3391            | 25               | 659              |
| Kronplatz King                    | St. Vigil      | 64              | 3150            | 49               | 2130             |

Die teilnehmerstärkste Veranstaltung ist die Salzkammergut Trophy mit rund 3500 Teilnehmern.

## Frühere Rennen
Die folgenden früheren Rennveranstaltungen gehören aktuell nicht mehr zum Programm der Mountainbike-Challenge:
- Fränkische-Schweiz-Radmarathon, Litzendorf und Hollfeld, 2007 bis 2012
- Bischofshofen, 2012
- Gran Canaria Bike-Festival, Maspalomas, 2007 bis 2014
- 12h-MTB-WM, Weilheim, 2015
- König-Ludwig-Bike-Cup, Oberammergau, 2006 bis 2017
- MTB-Festival Tegernseer Tal, Rottach-Egern, 2006 bis 2012 und 2014 bis 2016
- SattelFest XCO-Rennen, Olympiapark (München), 2016 bis 2017
- Feneberg Mountainbike Marathon, Oberstdorf, 2006 bis 2018
- MTB-Festival Achensee, Achenkirch, 2017 bis 2019
- Auto-Brosch-Bike-Marathon, Kempten, 2013 bis 2019
- Ortler-Bike-Marathon, Glurns (2017 bis 2019) bzw. Graun, 2022
- KitzAlpBike Marathon, Kirchberg,  2009, 2011 bis 2014 und 2016 bis 2023

## Gesamtsieger
| Jahr | Herren              | Damen                |
| ---- | ------------------- | -------------------- |
| 2006 | Tobias Heimkreitner | --                   |
| 2007 | Andreas Strobel     | Claudia Till         |
| 2008 | Andreas Strobel     | Claudia Till         |
| 2009 | Andreas Strobel     | Barbara Kaltenhauser |
| 2010 | Andreas Strobel     | Barbara Kaltenhauser |
| 2011 | Andreas Strobel     | Barbara Kaltenhauser |
| 2012 | Andreas Strobel     | Barbara Kaltenhauser |
| 2013 | Rupert Palmberger   | Florentine Striegl   |
| 2014 | Andreas Seewald     | Birgitt Hühnlein     |
| 2015 | Uwe Hardter         | Paulina Wörz         |
| 2016 | Andreas Seewald     | Paulina Wörz         |
| 2017 | Andi Plank          | Birgitt Hühnlein     |
| 2018 | Tim Weismantel      | Birgitt Hühnlein     |
| 2019 | Stefan Paternoster  | Annette Griner       |
| 2020 | Martin Ludwiczek    | Teresa Feix          |
| 2021 | Wolfgang Mayer      | Annette Griner       |
| 2022 | Matthias Alberti    | Bianca Somavilla     |
| 2023 | Philip Handl        | Bianca Somavilla     |
| 2024 | Hannes Riegger      | Bianca Somavilla     |